# Dvija
 (juin 2017).
Si vous disposez d'ouvrages ou d'articles de référence ou si vous connaissez des sites web de qualité traitant du thème abordé ici, merci de compléter l'article en donnant les références utiles à sa vérifiabilité et en les liant à la section « Notes et références ».
Dans l'hindouisme, un Dvija (« deux-fois-né » en sanskrit) est un des membres des trois plus hautes castes ou varnas. Les brahmanes, kshatriyas et vaishyas sont inclus dans les Dvijas. Dvija est aussi un synonyme de brahmane et des animaux nés d'un œuf (oiseaux, reptiles, etc), car né une seconde fois en sortant de l'œuf .
Un dvija est celui qui a accès à la connaissance du Véda.
Une personne née dans l'une de ces castes est supposée naître une seconde fois lors de l'Upanayana, quand elle est initiée à l'ultime quête de la vie Brahmopadesha (enseignement en ce qui concerne la nature du Brahman - l'ultime réalité). Dvija est la seconde étape que traverse un disciple védique (ou Brahmane). Un Dvija est gouverné par son Karma (à prendre dans le contexte d'actions disciplinaires). Sa conduite est une conduite cultivée. Sa vie est gouvernée par Dharma-Adharma (vrai et faux), Charya-Acharyam (bons et mauvais actes) et Vidhi-Nisheda (actions prescrites et proscrites) tels que fixés par les textes sacrés. Un Dvija fait ce qu'il doit faire plutôt que ce qu'il veut faire. Il ne fuit pas ce qui lui déplaît, mais il évite ce qui doit être évité.

## Étapes de la vie
Les « étapes de la vie d'un homme deux-fois-né », ou Ashramas, sont traitées dans les Lois de Manu (Manusmriti) hindou. Selon ce concept, un membre des castes du Dvija (Brahmane, Kshatriya et Vaishya) doit subir quatre périodes dans sa vie : premièrement, en tant qu'étudiant Brahmacharya ; puis, en tant que maître de maison Grihastha ; puis il devrait vivre une retraite Vanaprastha ; et finalement, en tant qu'ascète itinérant Samnyasi. La Manusmriti précise certains détails, concernant ce qui est attendu de la part de l'individu lors d'un chaque étape.